# Gare routière Suối Tiên (métro de Hô Chi Minh-Ville)
La station Gare routière Suối Tiên (vietnamien : ga Bến xe Suối Tiên, anglais : Suối Tiên Terminal Station) est une station terminus de la ligne 1 du métro de Hô Chi Minh-Ville. Elle est située dans le quartier Bình Thắng de Di An dans la Province de Bình Dương au Viêt Nam.

## Histoire
La station de métro Gare routière Suối Tiên a été mise en service le 22 décembre 2024, en même temps que l'entrée en opération de la ligne 1 du métro de Hô Chi Minh-Ville.